# هولاکور
هولاکور (به فرانسوی: Holacourt) یک کمون در فرانسه است که در Canton of Faulquemont واقع شده‌است.

## خصوصیات
هولاکور ۲٫۹۲ کیلومترمربع مساحت و ۴۲ نفر جمعیت دارد و ۲۰۰ متر بالاتر از سطح دریا واقع شده‌است.